# Don Carlo
Il Don Carlo (o, originariamente, Don Carlos) è un'opera di Giuseppe Verdi, su libretto di Joseph Méry e Camille du Locle, tratto dall'omonima tragedia di Friedrich Schiller; alcune scene sono ispirate al dramma Philippe II, Roi d'Espagne di Eugène Cormon.
Nel 1864 a Verdi da Parigi venne la richiesta di comporre un nuovo Grand-Opéra, e nell'estate del 1865 arrivò il libretto.
La prima rappresentazione, in cinque atti e in lingua francese, ebbe luogo l'11 marzo 1867 alla Salle Le Peletier del Théâtre de l'Académie Impériale de Musique di Parigi (era la sede dell'Opéra national de Paris).
In seguito l'opera fu tradotta in italiano da Achille De Lauzières e rimaneggiata a più riprese; la prima in italiano fu nel Regno Unito, al Royal Italian Opera (oggi Royal Opera House, Covent Garden di Londra) il 4 giugno dello stesso anno, diretta da Michele Costa.

## Prime rappresentazioni

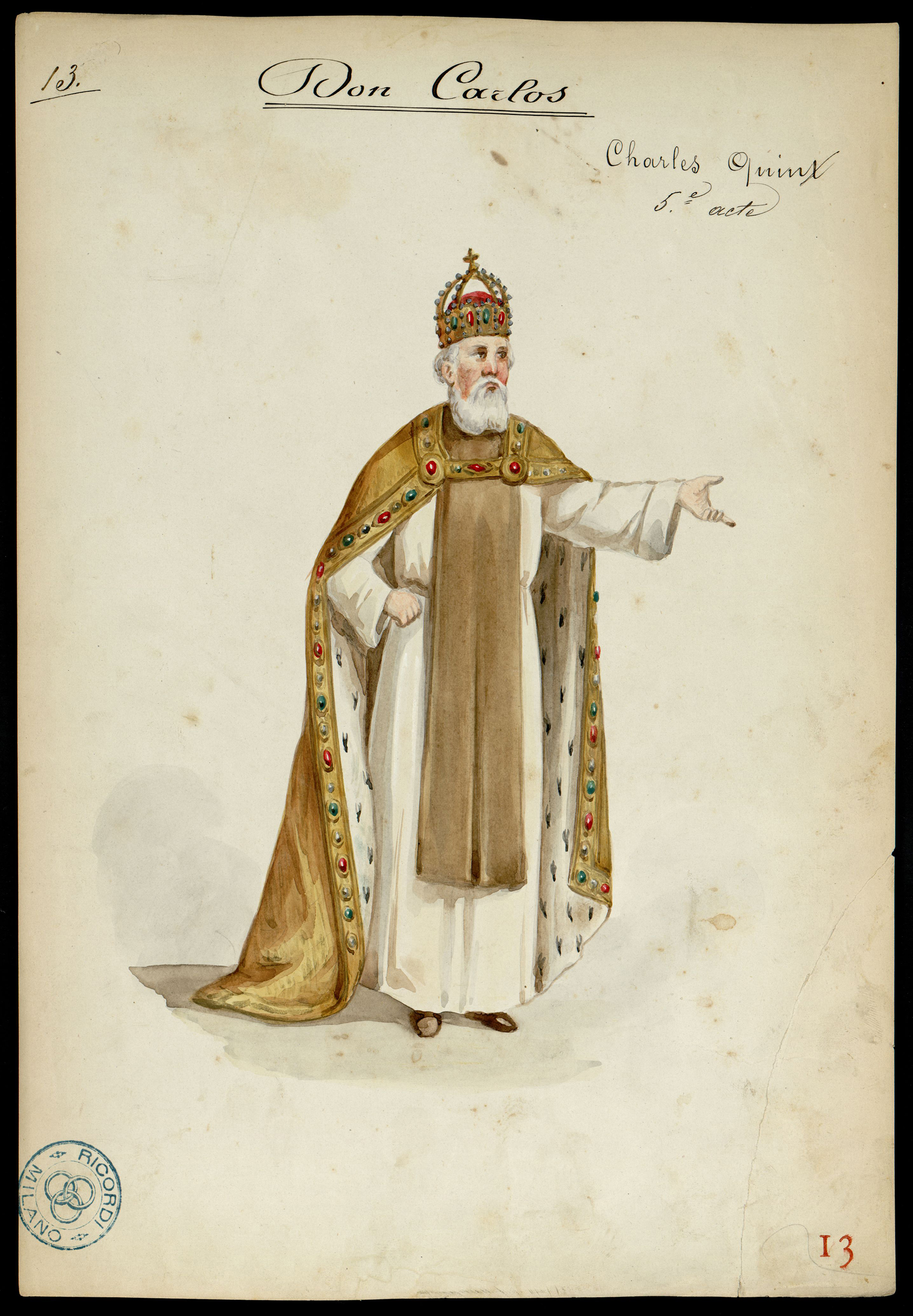
Carlo V (basso), figurino per Don Carlos atto 5 (1867). Archivio Storico Ricordi

Gli interpreti e gli artisti coinvolti nella prima assoluta francese furono i seguenti:

| Personaggio            | Interprete |
| ---------------------- | --- |
| Philippe II            | Louis-Henri Obin |
| Elisabeth de Valois    | Marie-Constance Sass                                                                                                  |
| Don Carlos             | Jean Morère |
| Rodrigue               | Jean-Baptiste Faure                                                                                                   |
| Eboli                  | Pauline Guéymard-Lauters                                                                                              |
| Le Grand Inquisiteur   | Joseph David |
| Un Moine               | Armand Castelmary |
| Thibault               | Leonia Levielly |
| Le Comte de Lerme      | Gaspard |
| Un Héraut Royal        | Mermant |
| La Comtesse d'Aremberg | Dominique |
| Scene                  | Charles-Antoine Cambon Philippe Chaperon Édouard Desplechin Jean-Baptiste Lavastre Auguste Alfred Rubé Joseph Thierry |
| Costumi                | Alfred Albert |
| Coreografia            | Lucien Petipa |
| Maestri del coro       | Léo Delibes Victor Massé                                                                                              |
| Concertatore           | Giuseppe Verdi |
| Direttore d'orchestra  | François-Georges Hainl                                                                                                |

In Italia la prima fu il 27 ottobre 1867 al Teatro Comunale di Bologna con Angelo Mariani (direttore d'orchestra), Teresa Stolz, Antonietta Fricci e Antonio Cotogni, nella traduzione di Achille De Lauzières-Thémines e Angelo Zanardini.

## Storia
Anni dopo l'opera di Verdi andò in scena per la prima nel Teatro Comunale di Modena, il 29 dicembre 1886, in una nuova versione in cinque atti che fu anche pubblicata da Ricordi nella riduzione per canto e pianoforte.
Don Carlo segue di cinque anni La forza del destino (1862) e precede di quattro Aida (1871): il maggiore tempo che Verdi si concede si rispecchia in un maggiore grado di elaborazione dei prodotti finali, sia nei fattori strettamente testuali (il libretto) sia più propriamente musicali (in particolare, il maggior respiro concesso all'orchestrazione).
La sua stesura fu piuttosto lunga e impegnò Verdi per oltre un anno. Ne deriverà un mastodontico Grand Opéra, corredato di balletti e grandiose scene corali definibili quasi "di massa" in armonia con le consuetudini dell'opulento genere operistico francese.

## Tematiche dell'opera
Le tematiche chiave sono tre:
- il contrasto di genitore e figlio, che si rivela tramite il duro scontro fra Filippo II di Spagna, il padre, e Don Carlo, sul piano intimo e politico;
- il contrasto fra due concezioni politiche diverse, sintetizzato dal confronto fra il Marchese di Posa, propenso a una politica liberale fondata sulle autonomie, e Filippo II incarnazione della monarchia assoluta;
- il conflitto tra Stato e Chiesa, rappresentato dalla lotta persa in partenza di Filippo II, che non riuscirà a imporsi al potere temporale della Chiesa, con il Grande Inquisitore.

In quest'opera Verdi affina la ricerca psicologica avviata con le opere della "trilogia popolare": Filippo II viene presentato come una personalità negativa, che nel terzo atto rivela tuttavia un lato intimamente patetico. Tra gli innamorati verdiani, Don Carlo è quello dal carattere più romanticamente impulsivo, al limite dell'isteria. Elisabetta, l'amata, destinata a diventare la sua matrigna, è una figura femminile rassegnata all'infelicità. Le figure di Rodrigo, Marchese di Posa, e della Principessa Eboli, costituiscono il motore della vicenda. Su tutti incombe la possente figura del Grande Inquisitore, arbitro dei destini di tutti, alla cui volontà lo stesso Filippo dovrà piegarsi.

## Trama
Questa trama si riferisce alla versione parigina del 1867, in cinque atti. Nella versione di Modena (tuttora eseguita) l'intero primo atto venne tagliato.
Il primo atto si svolge in Francia, gli altri in Spagna, verso il 1560.

### Atto I
La foresta di Fontainebleau, in Francia, d'inverno.
Elisabetta di Valois, figlia del re di Francia Enrico II, attraversa la scena col paggio Tebaldo e il resto del suo seguito, e getta monete ad alcuni boscaioli che si trovano nei pressi.
L'infante di Spagna, Don Carlo, è giunto segretamente in Francia per conoscere Elisabetta, sua promessa sposa: la loro unione suggellerà la pace tra Francia e Spagna, dopo decenni di lotte (Guerra d'Italia del 1551-1559) tra la Casa d'Asburgo e i Valois. Carlo si trova nella foresta (Fontainebleau!… Forêt immense et solitaire! / Fontainebleau! Foresta immensa e solitaria!), osserva Elisabetta non visto e se ne innamora (Je l'ai vue, et dans son sourire / Io la vidi e al suo sorriso). Quando Elisabetta ricompare, avendo perduto la strada per tornare al castello, Carlo inizialmente finge di essere un membro della delegazione del conte di Lerma, ambasciatore spagnolo in Francia. Poi, quando Tebaldo li lascia soli per cercare la strada del ritorno, Carlo annuncia a Elisabetta che le mostrerà il ritratto del futuro sposo: Elisabetta alla vista del ritratto capisce chi ha di fronte, e Carlo le rivela i suoi sentimenti, che lei ricambia (De quels transports poignants et doux / Di quale amor - di quanto ardor). Ma dopo che un colpo di cannone ha annunciato che è stata dichiarata la pace tra Spagna e Francia, il paggio Tebaldo ritorna informando Elisabetta che le è stato chiesto di concedere la propria mano non a Carlo, ma al padre di lui, Filippo II. Giunge anche Lerma, che conferma la decisione di Enrico, sollecitando una risposta da Elisabetta. Elisabetta, pur amando Carlo, si sente tenuta ad accettare, per consolidare la pace. Elisabetta e il corteggio partono, mentre Carlo rimane solo e disperato.

### Atto II

#### Parte I
Il chiostro del convento di San Giusto (San Girolamo di Yuste), in Estremadura, Spagna.
I frati ricordano l'imperatore Carlo V (Charles-Quint, l'auguste Empereur / Carlo il sommo imperatore), recentemente scomparso, la cui tomba si trova nel convento; un frate invoca per lui la pace eterna chiedendo che ne venga perdonato l'immenso orgoglio. Compare Carlo, nipote dell'imperatore, angosciato perché la donna che ama, sposandosi con suo padre, è divenuta la sua matrigna. Il frate, in cui Carlo crede di riconoscere le fattezze del nonno, si è fermato ad ascoltarne le parole, e lo ammonisce che solo in cielo potrà trovare pace.
Giunge al convento Rodrigo, marchese di Posa, intimo amico di Carlo, che, appresa da quest'ultimo la sua disperata situazione, gli chiede di farsi inviare da Filippo nelle Fiandre, per difendere la popolazione fiamminga oppressa dal duro regime imposto da Filippo. Rodrigo e Carlo si rinnovano la promessa di eterna amicizia (Dieu, tu semas dans nos âmes / Dio, che nell'alma infondere). Poco dopo giunge al convento Filippo, conducendo Elisabetta, e alla loro vista si riaccende la disperazione di Carlo.

#### Parte II
Un sito ridente alle porte del chiostro di San Giusto.
La Principessa di Eboli è in compagnia di Tebaldo e delle dame della regina, e canta la canzone del velo (Au palais des fées des rois Grenadins / Nei giardin del bello saracin ostello), che narra di un re moro che corteggia una bellezza velata che poi si rivela sua moglie.
Giungono anche Elisabetta e Rodrigo. Quest'ultimo, col pretesto di darle una lettera proveniente dalla Francia, riesce a consegnare a Elisabetta un messaggio di Carlo, che la regina legge turbata. Rodrigo implora Elisabetta di acconsentire a un incontro con Carlo (L'Infant Carlos, notre espérance / Carlo, ch'è sol il nostro amore). Rodrigo e la principessa si allontanano chiacchierando. Quando Carlo giunge può restar solo con Elisabetta, e le chiede d'intercedere presso Filippo affinché gli conceda di recarsi nelle Fiandre. Elisabetta accetta, ma Carlo non sa dominare i propri sentimenti e le rinnova le proprie dichiarazioni d'amore, poi fugge disperato. Arriva Filippo, che s'infuria quando vede che Elisabetta è stata lasciata sola e ne caccia la dama di compagnia, contessa di Aremberg, imponendole di tornare in Francia; Elisabetta saluta tristemente la donna (O ma chère compagne / Non pianger, mia compagna).
Filippo resta solo con Rodrigo, di cui apprezza il carattere e l'audacia, e questi lo implora di concedere la libertà alle Fiandre (O Roi! j'arrive de Flandre / O signor, di Fiandra arrivo). Filippo non ascolta la supplica di Rodrigo, ma lo mette in guardia dal Grande Inquisitore, per il quale le idee di Rodrigo costituiscono una grave colpa. Poi Filippo cerca di farsi Rodrigo alleato, confidandogli il sospetto che Carlo stia cercando di strappargli Elisabetta e chiedendogli di sorvegliarli.

### Atto III

#### Parte I
I giardini della regina a Madrid.
Si sta svolgendo la festa della regina, ma Elisabetta non se la sente di partecipare e preferisce ritirarsi in preghiera, come ha fatto anche Filippo. Per fare in modo che la sua assenza non venga notata, Elisabetta scambia il proprio mantello e la maschera con quelli della principessa di Eboli.
Si svolge poi il ballo della Peregrina, ambientato in una grotta di madreperla, in cui si immagina che le perle dell'oceano si spoglino delle loro bellezze per fonderle nella Peregrina, il più bel gioiello della corona di Spagna, personificata dalla Regina, che appare al termine del ballo sopra un carro sfolgorante.
Terminato il ballo, a mezzanotte Carlo giunge nei giardini. Ha ricevuto un biglietto con l'invito a un appuntamento, e si presenta credendo che l'invito venga da Elisabetta, mentre in realtà è della Eboli, falsamente convinta che Carlo sia innamorato di lei. Giunge anche la principessa, velata, che si rende conto che Carlo pensa di trovarsi di fronte alla regina, di cui è innamorato. Prima di esser riconosciuta, rivela a Carlo di avere udito Rodrigo e il re parlar di lui in modo sinistro; poi giunge Rodrigo in persona. La Eboli minaccia di rovinarli (Redoutez tout de ma furie / Al mio furor sfuggite invano). Rodrigo fa per pugnalarla, ma è fermato da Carlo; la principessa esce furibonda.
Rodrigo chiede a Carlo di affidargli eventuali documenti compromettenti; Carlo, che per qualche istante aveva dubitato della fedeltà dell'amico, si ricrede e acconsente.

#### Parte II
Una gran piazza innanzi Nostra Donna d’Atocha, basilica a Madrid.
Nella piazza si eleva una catasta sulla quale saranno messi al rogo i condannati del Santo Uffizio. Il popolo festeggia (Ce jour est un jour d'allégresse / Spuntato ecco il dì d'esultanza), mentre alcuni frati attraversano la scena conducendo i condannati (Ce jour est un jour de colère / Il dì spuntò, dì del terrore). Segue il corteo reale, e per ultimo il re stesso, che si rivolge al popolo ricordando di avere indossato la corona giurando di dar la morte ai ribelli. Ma subito giunge Carlo, conducendo con sé sei deputati fiamminghi, che si prostrano e implorano a Filippo la pace per il loro paese. Carlo chiede invano a Filippo di divenire reggente del Brabante e delle Fiandre. I popolani e i cortigiani appoggiano le ragioni dei fiamminghi, ma Filippo, spalleggiato dai frati, ordina che i deputati vengano allontanati. Carlo perde il controllo e sguaina la spada minacciando il re stesso, che chiede aiuto, ma i grandi di Spagna indietreggiano davanti a Carlo. Interviene però Rodrigo, che convince Carlo a riporre la spada. Il re, riconoscente, promuove Rodrigo a duca. Tutti s'incamminano per assistere all'auto-da-fé, mentre dal cielo scende una voce a consolare i condannati.

### Atto IV

#### Parte I
Il gabinetto del re a Madrid. L'alba.
Filippo, come trasognato, medita sul fatto che Elisabetta non lo ha mai amato, e pensa che solo nella tomba che lo accoglierà all'Escoriale potrà ritrovare il sonno e la pace (Elle ne m'aime pas! / Ella giammai m'amò!). Il conte di Lerma annuncia il Grande Inquisitore, cieco e novantenne: Filippo gli dice che intende mettere a morte Carlo, colpevole di tradimento, e gli chiede se si opporrà a questa decisione. Il Grande Inquisitore lo appoggia, ricordando che anche Dio ha fatto morire il proprio figlio per riscattare l'umanità. Poi il Grande Inquisitore chiede la morte anche di Rodrigo, le cui idee mettono a repentaglio il potere della Chiesa (Dans ce beau pays, pur d'hérétique levain / Nell'ispano suol mai l'eresia dominò); Filippo tenta inutilmente di opporsi.
Partito l'Inquisitore, entra Elisabetta, a cui è stato sottratto uno scrigno che conteneva oggetti preziosi. Filippo, con espressione terribile, estrae lo scrigno da un cassetto e mostra a Elisabetta che esso contiene un ritratto di Carlo, accusandola di averlo tradito. Elisabetta proclama la propria innocenza, poi, minacciata da Filippo, sviene. Filippo chiede aiuto e accorrono Eboli e Rodrigo. Il re capisce di avere ingiustamente offeso sua moglie; Rodrigo si rende conto che la situazione sta precipitando, ed è disposto a sacrificarsi per assicurare un avvenire migliore alla Spagna. Elisabetta rinviene.
Quando i due uomini escono, Eboli confessa di essere stata lei a rubare lo scrigno e consegnarlo a Filippo, accecata dalla rabbia per l'amore non corrisposto da Carlo. Confessa inoltre di essere stata sedotta dal re. Elisabetta la punisce imponendole di scegliere tra l'esilio e la vita in convento. Eboli, rimasta sola, maledice la bellezza che il cielo le ha donato, che la rende altera e dissennata (O don fatal et détesté / O don fatale), poi decide che sceglierà il convento, ma prima cercherà di salvare Carlo.

#### Parte II
La prigione di Carlo, in un oscuro sotterraneo.
Carlo, accusato di essere agitatore delle Fiandre, è stato imprigionato. Giunge Rodrigo, accompagnato da alcuni ufficiali che subito si allontanano. Rodrigo spiega a Carlo di esser riuscito a salvarlo: ha fatto trovare su di sé i documenti compromettenti che Carlo gli aveva consegnato, attirando su sé stesso le accuse rivolte all'amico; per questo Rodrigo sa che presto dovrà morire (Oui, Carlos! c'est mon jour suprême / Per me giunto è il dì supremo). Poco dopo giungono due uomini, uno dei quali indossa le vesti del Sant'Uffizio; essi indicano Carlo e Rodrigo, e subito dopo uno di loro spara a Rodrigo con un archibugio, ferendolo mortalmente. Rodrigo fa in tempo a dire a Carlo che Elisabetta lo attende il giorno seguente a San Giusto, poi muore. Carlo si getta disperato sul suo corpo.
Giunge Filippo, per rendere al figlio la libertà. Carlo lo respinge, accusandolo di essere colpevole della morte di Rodrigo, di cui mostra il cadavere. Filippo, commosso, si scopre il capo.
Giunge il conte di Lerma, annunciando una rivolta popolare per la liberazione di Carlo. La principessa di Eboli, accorsa mascherata, riesce a liberare Carlo, che il popolo trascina fuori. Filippo affronta i ribelli, che non sembrano temerlo. Soltanto l'intervento del Grande Inquisitore, alla cui autorità la popolazione non osa opporsi, mette fine alla sommossa.

### Atto V
Il chiostro del convento di San Giusto come nell'Atto II. Notte. Chiaro di luna.
Elisabetta entra, s'inginocchia presso la tomba di Carlo V, prega l'anima del vecchio imperatore d'intercedere per lei presso Dio e ricorda tristemente le illusioni giovanili dei tempi di Fontainebleau (Toi qui sus le néant des grandeurs de ce monde / Tu che le vanità conoscesti del mondo).
Giunge Carlo, per un ultimo saluto a Elisabetta prima di separarsi per sempre. Elisabetta esorta Carlo a recarsi nelle Fiandre a far vivere gli ideali di Rodrigo, poi gli chiede di dimenticare ciò che c'è stato tra loro. Mentre si stanno salutando augurandosi di rivedersi nel cielo, vengono sorpresi da Filippo e dal Grande Inquisitore. Il re afferma che ci dev'essere un doppio sacrificio: proclama che farà il proprio dovere e chiede che l'Inquisizione faccia altrettanto. Filippo e il Grande Inquisitore, implacabili, accusano Carlo di tradimento, e quest'ultimo indietreggia verso la tomba di Carlo V.
Si apre il cancello della tomba e appare il frate del secondo atto che in realtà è l'imperatore Carlo V, creduto morto. Il frate copre Carlo, smarrito, col proprio mantello, e lo trascina con sé, ripetendo che solo in cielo si può trovare pace. Dalla cappella i monaci pregano per l'anima dell'Imperatore, chiedendo a Dio di risparmiargli la sua collera.

## Confronto tra le versioni
La seguente tabella riassume le più importanti differenze tra le tre principali versioni dell'opera. Relativamente alla versione del 1867, sono elencate le modifiche apportate rispetto alla prima versione completa scritta da Verdi, pronta verso la fine del 1886. Queste modifiche si resero necessarie per limitare la lunghezza dell'opera; alcune furono apportate prima delle prove generali, altre dopo le prove.
Per le altre versioni sono elencate le modifiche rispetto alla rappresentazione del 1867.
| Atto | 1867 (Parigi) | 1867 (Bologna) | 1886 (Modena)                                                                             |
| ---- | --- | --- | ----------------------------------------------------------------------------------------- |
| I    | Nella versione originale, la prima scena era più lunga, e vedeva Elisabetta fermarsi a parlare con i popolani, stremati dalla guerra, e promettere loro la pace.                                                                                               | Nella versione originale, la prima scena era più lunga, e vedeva Elisabetta fermarsi a parlare con i popolani, stremati dalla guerra, e promettere loro la pace.                                                                                               | Tagli alla prima scena.                                                                   |
| II   | Eliminato un breve intervento di Rodrigo all'inizio dell'atto (J'étais en Flandres). Abbreviato il duetto finale tra Filippo e Rodrigo. | Eliminato un breve intervento di Rodrigo all'inizio dell'atto (J'étais en Flandres). Abbreviato il duetto finale tra Filippo e Rodrigo. | Per il duetto finale tra Filippo e Rodrigo usata la versione scritta per Napoli nel 1872. |
| III  | I giardini della Regina. Preparativi per una festa. In fondo, sotto un arco di pietra, una statua con una fontana. Notte chiara. Le dame e i gentiluomini passano mentre si recano al ballo della Regina.                                                      | I giardini della Regina. Preparativi per una festa. In fondo, sotto un arco di pietra, una statua con una fontana. Notte chiara. Le dame e i gentiluomini passano mentre si recano al ballo della Regina.                                                      | Vengono eliminate le prime due scene e il balletto La peregrina.                          |
| IV   | Nella versione originale la scena in cui Eboli confessa a Elisabetta di averle rubato lo scrigno per amore di Carlo includeva un duetto tra le due donne, poi tagliato. Venne tagliato un duetto tra Carlo e Filippo previsto subito dopo la morte di Rodrigo. | Nella versione originale la scena in cui Eboli confessa a Elisabetta di averle rubato lo scrigno per amore di Carlo includeva un duetto tra le due donne, poi tagliato. Venne tagliato un duetto tra Carlo e Filippo previsto subito dopo la morte di Rodrigo. | Abbreviato il finale.                                                                     |
| V    | Elisabetta entra lentamente assorta nei suoi pensieri, s'avvicina alla tomba di Carlo V e si inginocchia. | Elisabetta entra lentamente assorta nei suoi pensieri, s'avvicina alla tomba di Carlo V e si inginocchia. | Abbreviata l'ultima scena.                                                                |

## Organico orchestrale
La partitura di Verdi prevede l'utilizzo di:
- ottavino, 2 flauti, 2 oboi, corno inglese, 2 clarinetti, 4 fagotti (il III anche controfagotto)
- 4 corni, 2 cornette a pistoni, 2 trombe, 3 tromboni, cimbasso
- timpani, grancassa, piatti, tam tam, triangolo, campane basse in Fa diesis e Mi bemolle
- arpa
- archi

Da suonare sul palco:
- clarinetto in Re, 2 clarinetti in La, 5 corni, 2 flicorni, 2 trombe, flicorno basso, 3 tromboni, bombardone, contrabbasso, harmonium, arpa, campane

## Brani celebri
I brani si riferiscono alla versione originale in cinque atti.

### Atto I
- Fointainebleau! Foresta immensa...Io la vidi e al suo sorriso aria di Carlo
- Di qual amor, di quant'ardor, duetto di Carlo ed Elisabetta
- L'ora fatale è suonata, finale dell'atto I

### Atto II
- È lui!... desso... l'Infante! duetto di Rodrigo e Carlo (con Coro interno). Il duetto è conosciuto anche con il titolo del verso che apre la cabaletta: Dio che nell'alma infondere

- Nei giardin del bello saracin ostello canzone "del velo" di Eboli
- Io vengo a domandar grazia duetto di Carlo ed Elisabetta
- Non pianger, mia compagna aria di Elisabetta
- Restate! Presso la mia persona, duetto tra Filippo e Rodrigo

### Atto III
- Trema per te, falso figliuolo, terzetto tra Eboli, Carlo e Rodrigo
- Spuntato ecco il dì d'esultanza, coro

### Atto IV
- Ella giammai m'amò aria di Filippo
- Son io dinnanzi al re? duetto tra Filippo e il Grande inquisitore
- Oh don fatale aria di Eboli
- O Carlo, ascolta...Io morrò ma lieto in core aria di Rodrigo

### Atto V
- Tu che le vanità aria di Elisabetta
- Ma lassù ci vedremo duetto tra Carlo ed Elisabetta

## Numeri musicali
I numeri musicali presentati si riferiscono alla versione del 1884, con versi in italiano e in quattro atti.

### Atto I
- 1 Scena, Preghiera e Cantabile di Carlo
  - Coro Carlo, il sommo imperatore (Coro, Frate) Scena I
  - Preghiera Grande è Dio sol, e s'ei lo vuol (Frate) Scena I
  - Scena Io l'ho perduta! Oh potenza suprema! (Carlo) Scena II
  - Cantabile Io la vidi e il suo sorriso (Carlo, Frate) Scena II
- 2 Duetto di Carlo e Rodrigo
  - Duetto È lui!... desso... l'Infante! (Rodrigo, Carlo, Coro interno) Scena III
- 3 Coro di Dame e Canzone del velo
  - Coro Sotto ai folti, immensi abeti (Dame, Tebaldo, Eboli) Scena IV
  - Canzone Nei giardin del bello saracin ostello (Eboli, Coro) Scena IV
- 4 Scena e Ballata
  - Scena La Regina! - Un'arcana mestizia (Coro, Eboli, Elisabetta, Tebaldo, Rodrigo) Scena V-VI
  - Ballata Che mai si fa nel suol francese (Eboli, Rodrigo, Elisabetta) Scena VI
- 5 Duetto di Elisabetta e Carlo
  - Duetto Io vengo a domandar grazia alla mia Regina (Carlo, Elisabetta) Scena VII
- 6 Scena e Romanza di Elisabetta
  - Scena Il Re! - Perché qui sola è la Regina? (Tebaldo, Filippo, Coro) Scena VIII
  - Romanza Non pianger, mia compagna (Elisabetta, Rodrigo, Filippo, Coro) Scena VIII
- 7 Scena e Duetto di Rodrigo e Filippo
  - Scena Restate! Presso della mia persona (Filippo, Rodrigo) Scena IX
  - Duetto O signor, di Fiandra arrivo (Rodrigo, Filippo) Scena IX

### Atto II
- 8 Duetto e Terzetto
  - Recitativo A mezzanotte, ai giardini della Regina (Carlo) Scena I
  - Duetto Sei tu, bella adorata (Carlo, Eboli) Scena II
  - Scena Che disse mai! Egli delira (Rodrigo, Eboli) Scena III
  - Terzetto Al mio furor sfuggite invano (Eboli, Rodrigo, Carlo) Scena III-IV
- 9 Finale
  - Coro Spuntato ecco il dì d'esultanza (Popolo) Scena V
  - Coro Il dì spuntò, dì del terrore (Frati) Scena V
  - Marcia Scena VI
  - Scena Schiuse or sieno le porte del tempio! (Araldo, Coro) Scena VI
  - Finale Nel posar sul mio capo la corona (Filippo, Elisabetta, Rodrigo, Carlo, Tebaldo, Deputati, Frati, Fiamminghi, Popolo) Scena VII-VIII

### Atto III
- 10 Scena e Cantabile di Filippo
  - Scena Ella giammai m'amò!... Quel core chiuso è a me (Filippo) Scena I
  - Cantabile Dormirò sol nel manto mio regal (Filippo) Scena I
- 11 Scena: Filippo e l'Inquisizione
  - Scena Il Grande Inquisitor! - Son io dinanti al Re? (Conte di Lerma, Inquisitore, Filippo) Scena II
  - Duetto Nell'ispano suol mai l'eresia dominò (Inquisitore, Filippo) Scena II
- 12 Scena e Quartetto
  - Scena Giustizia! o Sire! Ho fé (Elisabetta, Filippo) Scena III
  - Duetto Ben lo sapete, un dì promessa (Elisabetta, Filippo) Scena III
  - Scena Ciel! che mai feci! (Eboli, Rodrigo) Scena IV
  - Quartetto Ah! sii maledetto sospetto fatale (Filippo, Rodrigo, Eboli, Elisabetta) Scena IV
- 13 Scena e Aria di Eboli
  - Scena Pietà! perdon!... per la rea che si pente (Eboli, Elisabetta) Scena V
  - Aria O don fatale, o don crudele (Eboli) Scena VI
- 14 Scena e Aria di Rodrigo
  - Scena Son io, mio Carlo (Rodrigo, Carlo) Scena VII
  - Aria Per me giunto è il dì supremo (Rodrigo, Carlo) Scena VII
- 15 Finale
  - Finale Carlo, il brando ormai riprendi (Filippo, Carlo) Scena VIII
  - Seguito del Finale Ciel! qual suon! (Coro, Filippo, Eboli, Inquisitore, Popolo) Scena VIII

### Atto IV
- 16 Scena di Elisabetta
  - Scena Tu che le vanità conoscesti del mondo (Elisabetta) Scena I
- 17 Scena, Duetto d'addio e Finale
  - Scena È dessa! - Un detto, un sol; al ciel raccomando (Carlo, Elisabetta) Scena II
  - Duetto Vago sogno m'arrise... (Carlo, Elisabetta) Scena II
  - Finale Per sempre!.... Io voglio un doppio sacrifizio! (Filippo, Inquisitore, Elisabetta, Carlo, Frate, Coro) Scena III

## Discografia (parziale)
| Anno               | Cast (Carlo, Elisabetta, Filippo, Rodrigo, Eboli, Inquisitore)                                                     | Direttore           | Etichetta           |
| ------------------ | --- | ------------------- | ------------------- |
| 1954               | Mario Filippeschi, Antonietta Stella, Boris Christoff, Tito Gobbi, Elena Nicolai, Giulio Neri                      | Gabriele Santini    | EMI                 |
| 1958               | Eugenio Fernandi, Sena Jurinac, Cesare Siepi, Ettore Bastianini, Giulietta Simionato, Marco Stefanoni              | Herbert von Karajan | Deutsche Grammophon |
| 1961               | Flaviano Labò, Antonietta Stella, Boris Christoff, Ettore Bastianini, Fiorenza Cossotto, Ivo Vinco                 | Gabriele Santini    | Deutsche Grammophon |
| 1965               | Carlo Bergonzi, Renata Tebaldi, Nicolaj Ghiaurov, Dietrich Fischer-Dieskau, Grace Bumbry, Martti Talvela           | Georg Solti         | Decca               |
| 1970               | Franco Corelli, Gundula Janowitz, Nicolaj Ghiaurov, Eberhard Wächter, Shirley Verrett, Martti Talvela              | Horst Stein         | Mýto                |
| 1970               | Plácido Domingo, Montserrat Caballé, Ruggero Raimondi, Sherrill Milnes, Shirley Verrett, Giovanni Foiani           | Carlo Maria Giulini | EMI                 |
| 1977               | José Carreras, Mirella Freni, Nicolaj Ghiaurov, Piero Cappuccilli, Elena Obraztsova, Evgenij Evgen'evič Nesterenko | Claudio Abbado      | Mýto                |
| 1978               | José Carreras, Mirella Freni, Nicolaj Ghiaurov, Piero Cappuccilli, Agnes Baltsa, Ruggero Raimondi                  | Herbert von Karajan | EMI                 |
| 1984 (in francese) | Plácido Domingo, Katia Ricciarelli, Ruggero Raimondi, Leo Nucci, Lucia Valentini Terrani, Nicolai Ghiaurov         | Claudio Abbado      | Deutsche Grammophon |
| 1992               | Luciano Pavarotti, Daniela Dessì, Samuel Ramey, Paolo Coni, Luciana D'Intino, Aleksandr Anisimov                   | Riccardo Muti       | EMI                 |
| 1992               | Michael Sylvester, Aprile Millo, Ferruccio Furlanetto, Vladimir Černov, Dolora Zajick, Samuel Ramey                | James Levine        | Sony                |

## DVD (parziale)
| Anno               | Cast (Carlo, Elisabetta, Filippo, Rodrigo, Eboli, Inquisitore)                                               | Direttore           | Etichetta      |
| ------------------ | --- | ------------------- | -------------- |
| 1983               | Plácido Domingo, Mirella Freni, Nicolaj Ghiaurov, Louis Quilico, Grace Bumbry, Ferruccio Furlanetto          | James Levine        | Pioneer        |
| 1985               | Luis Lima, Ileana Cotrubaș, Robert Lloyd, Giorgio Zancanaro, Bruna Baglioni, Joseph Rouleau                  | Bernard Haitink     | Kultur         |
| 1986               | José Carreras, Fiamma Izzo d'Amico, Ferruccio Furlanetto, Piero Cappuccilli, Agnes Baltsa, Matti Salminen    | Herbert von Karajan | Sony Classical |
| 1992               | Luciano Pavarotti, Daniela Dessì, Samuel Ramey, Paolo Coni, Luciana D'Intino, Aleksandr Anisimov             | Riccardo Muti       | EMI            |
| 1996 (in francese) | Roberto Alagna, Karita Mattila, José van Dam, Thomas Hampson, Waltraud Meier, Eric Halfvarson                | Antonio Pappano     | Kultur         |
| 2004 (in francese) | Ramón Vargas, Iano Tamar, Alastair Miles, Bo Skovhus, Nadja Michael, Simon Yang                              | Bertrand de Billy   | TDK            |
| 2008               | Rolando Villazón, Marina Poplavskaja, Ferruccio Furlanetto, Simon Keenlyside, Sonia Ganassi, Eric Halfvarson | Antonio Pappano     | EMI            |
| 2008               | Stuart Neill, Fiorenza Cedolins, Ferruccio Furlanetto, Dalibor Jenis, Dolora Zajick, Anatolij Kotscherga     | Daniele Gatti       | Hardy          |